# Coronella girondica
Espèce
Synonymes
- Coluber girondicus Daudin, 803
- Coluber meridionalis Daudin, 1803
- Coluber riccioli Metaxa, 1823
- Coluber rubens Gachet, 829
- Coronella laevis var. hispanica Boettger, 1869
- Rhinechis amaliae Boettger, 1881

Statut de conservation UICN

 LC  : Préoccupation mineure
Coronella girondica, appelée en français Coronelle girondine ou Couleuvre bordelaise, est une espèce de serpents de la famille des Colubridae.

## Description
C'est un petit serpent assez fin et élancé, aux écailles lisses et brillantes, qui mesure en général entre 45 et 65 cm de longueur, jusqu'à 80 cm. Les plus grands spécimens, provenant de l’île d'Oléron, soit en limite nord de répartition, atteignent 95 cm. Comme toutes les couleuvres en Europe de l'Ouest, ses yeux ont des pupilles rondes.
La coloration dorsale est variable. La couleur de fond peut être brunâtre plus ou moins foncé, gris souris, jaunâtre clair, ocre, rougeâtre ou rosâtre. S'y ajoute des motifs plus sombres, le plus souvent des petites barres irrégulières disposées en diagonale, parfois divisées en deux ou reliées par deux raies longitudinales. La couleur de ces motifs est également variable. Ils sont souvent bordurés irrégulièrement de noir. Presque chaque écaille est finement ponctuée de rouge ou noir. Des tâches plus diffuses ornent les flancs.
En comparaison avec la coronelle lisse, elle est plus fine et svelte, sa tête est plus distincte et son museau est un peu plus long mais aussi plus arrondi. Sa face ventrale est bicolore, avec un fond jaune, orange ou rouge sur lequel contraste un damier noir, formant parfois deux lignes, alors que la coronelle lisse a une face ventrale uniforme. Comme la coronelle lisse elle possède une bande noire derrière l’œil allant jusqu'au cou, mais celle-ci ne continue pas de l'autre côté de l’œil vers le bout du museau contrairement à la coronelle lisse. Sous l’œil une petite ligne sombre, comme une larme, est aussi caractéristique de l'espèce, mais n'est pas toujours présente. Sur le dessus de la tête la marque sombre de la nuque est souvent un peu différenciée, dessinant une sorte de diadème,. Le croissant reliant les deux yeux, courbé vers le museau, est plus souvent présent et plus marqué.

## Répartition

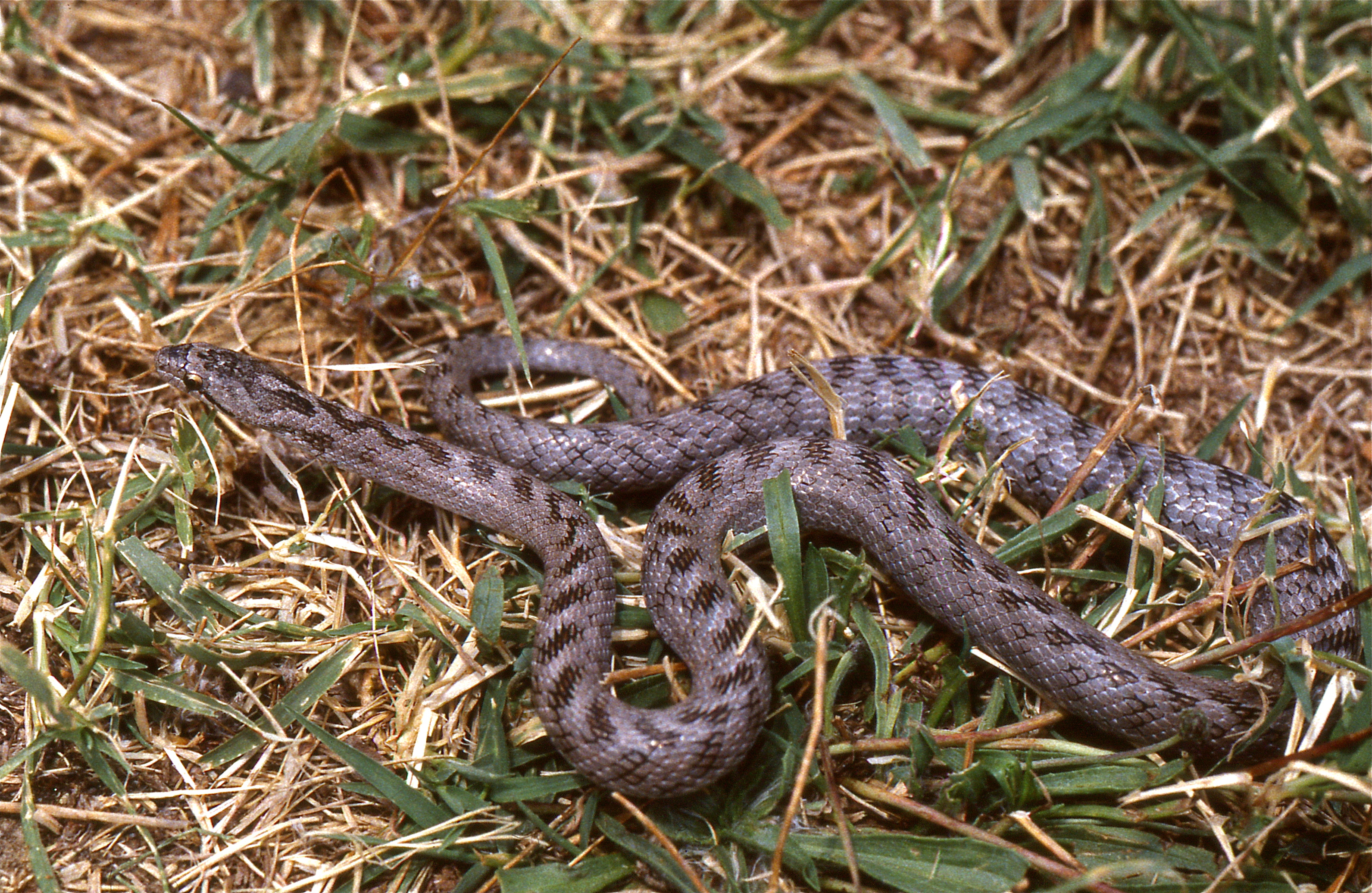
Coronelle girondine (Hérault, France)

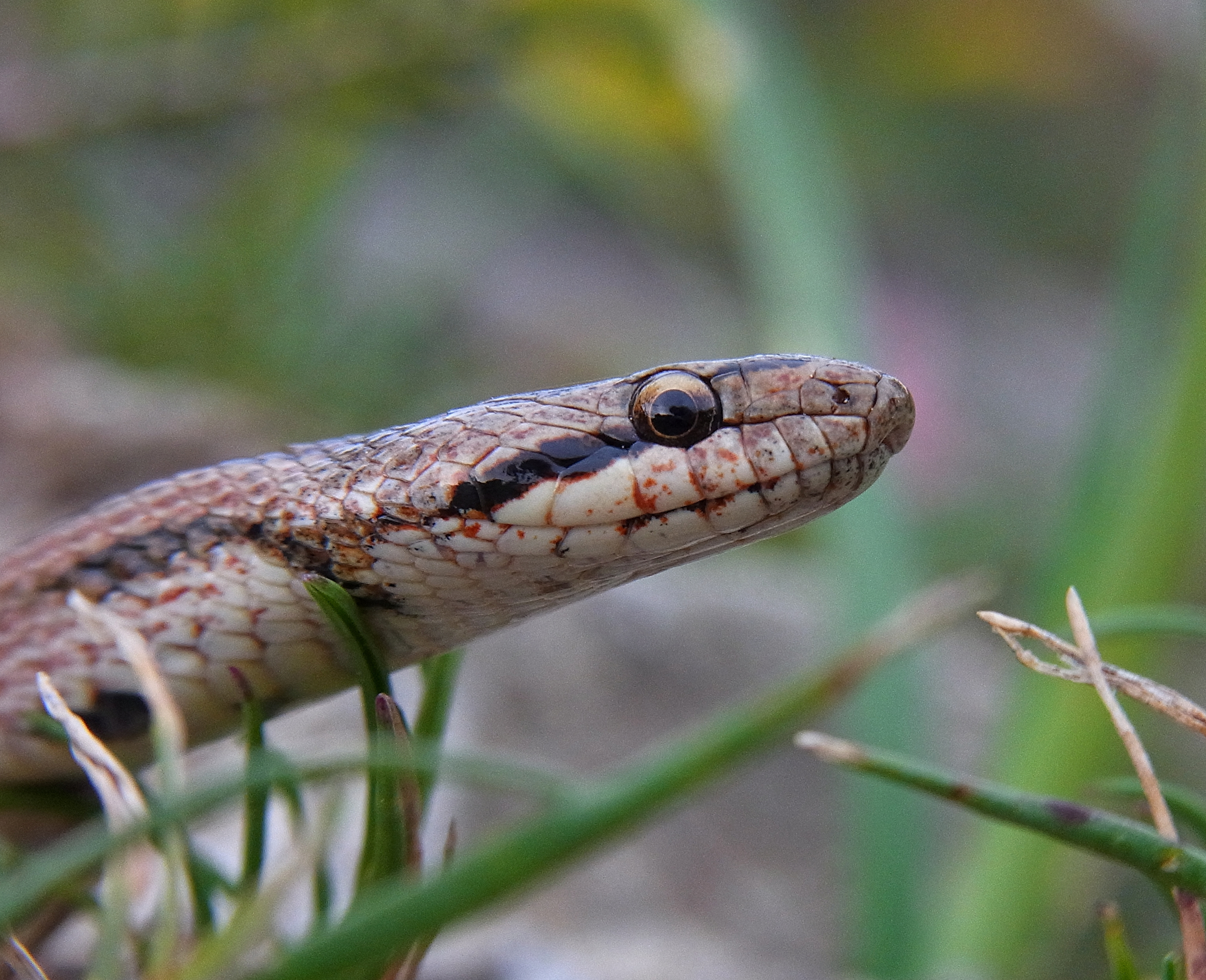
Tête de coronelle girondine (nord de l'Espagne)

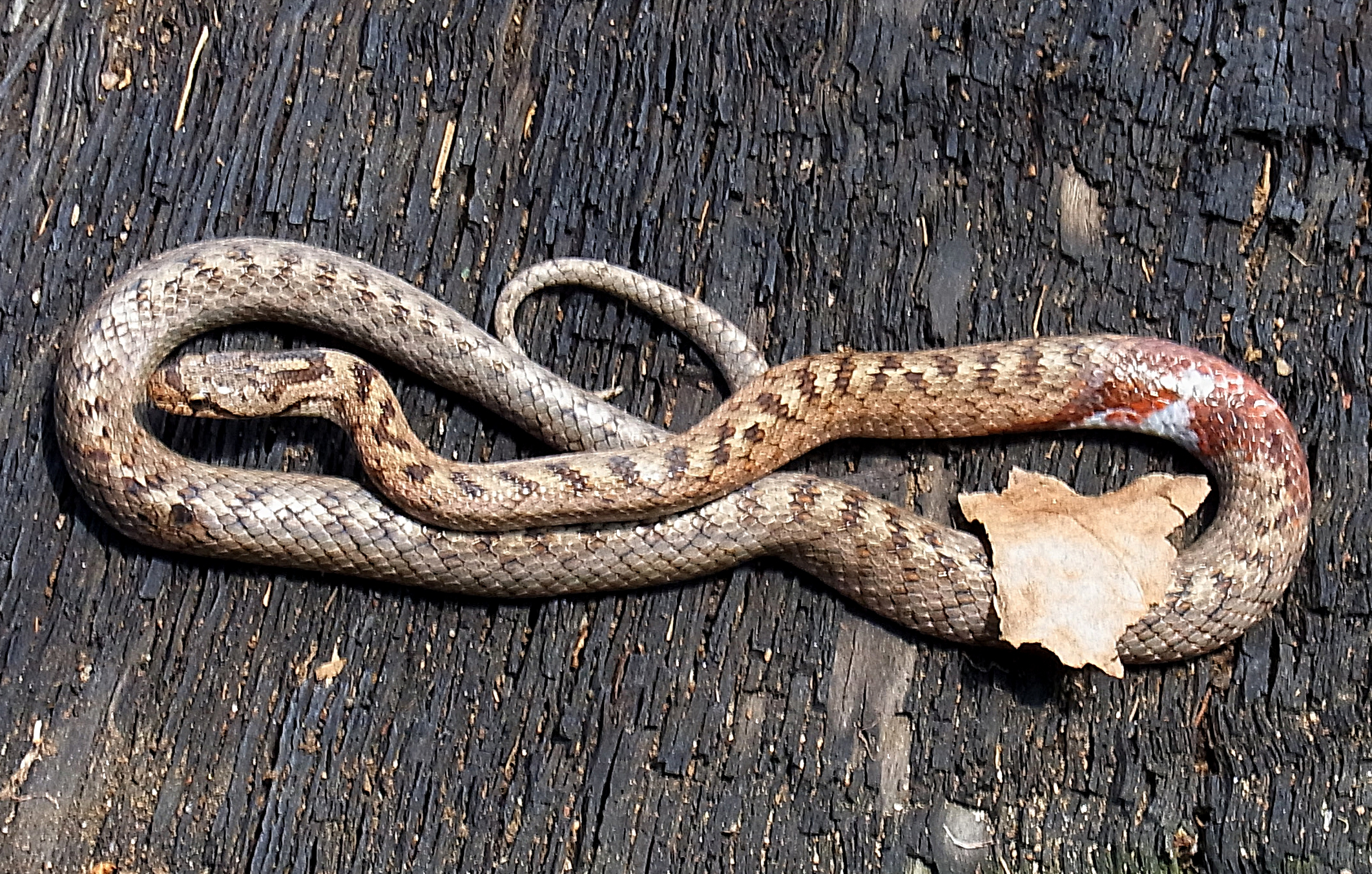
Spécimen plus clair (nord de l'Espagne)

Cette espèce se rencontre dans le sud-ouest de l'Europe : dans le sud de la France, dans presque toute l'Espagne et le Portugal, et dans une partie de l'Italie au nord-ouest et au centre. On la trouve aussi en Afrique du Nord : au Maroc, en Algérie et en Tunisie.

## Habitat
Elle vit dans des milieux secs, surtout les forêts claires, les haies, les bords de chemins, les voies ferrées, les friches, et dans les habitats méditerranéens comme les garrigues, les maquis et les côtes rocheuses. On l'observe souvent autour des vieux tas de végétaux et dans les endroits pierreux (tas de pierres, murs de pierres sèches…). Elle peut cependant être présente au bord des zones humides.
Elle peut s'adapter au milieu urbain, pourvu que ses proies principales, les lézards et geckos, y soient bien présents. Il arrive même qu'elle vive sur les toitures des maisons, en trouvant des refuges idéaux entre les tuiles. Elle est très habile pour escalader les murs.
La coronelle girondine est plus thermophile que la coronelle lisse. Les deux espèces sont écologiquement concurrentes et tendent donc à s'exclure mutuellement. Là où les deux espèces sont présentes, la coronelle girondine est davantage une espèce de basse altitude, elle occupe les terrains plus secs, mieux exposés, plus méditerranéens, alors que la coronelle lisse occupe les terrains plus élevés, plus frais et humides. Le même phénomène se retrouve en Afrique du Nord avec les couleuvres à capuchon (Macroprotodon brevis, M. abubakeri, M. mauritanicus), mais cette fois dans le sens inverse : les couleuvres à capuchon occupent les milieux les plus chauds et arides de basse altitude alors que la coronelle girondine vit plus haut en montagne.
Elle peut atteindre 1 600 m dans les Pyrénées, 2 470 m dans les sierras du sud de l'Espagne et 2 900 m dans l'Atlas marocain.

## Mœurs

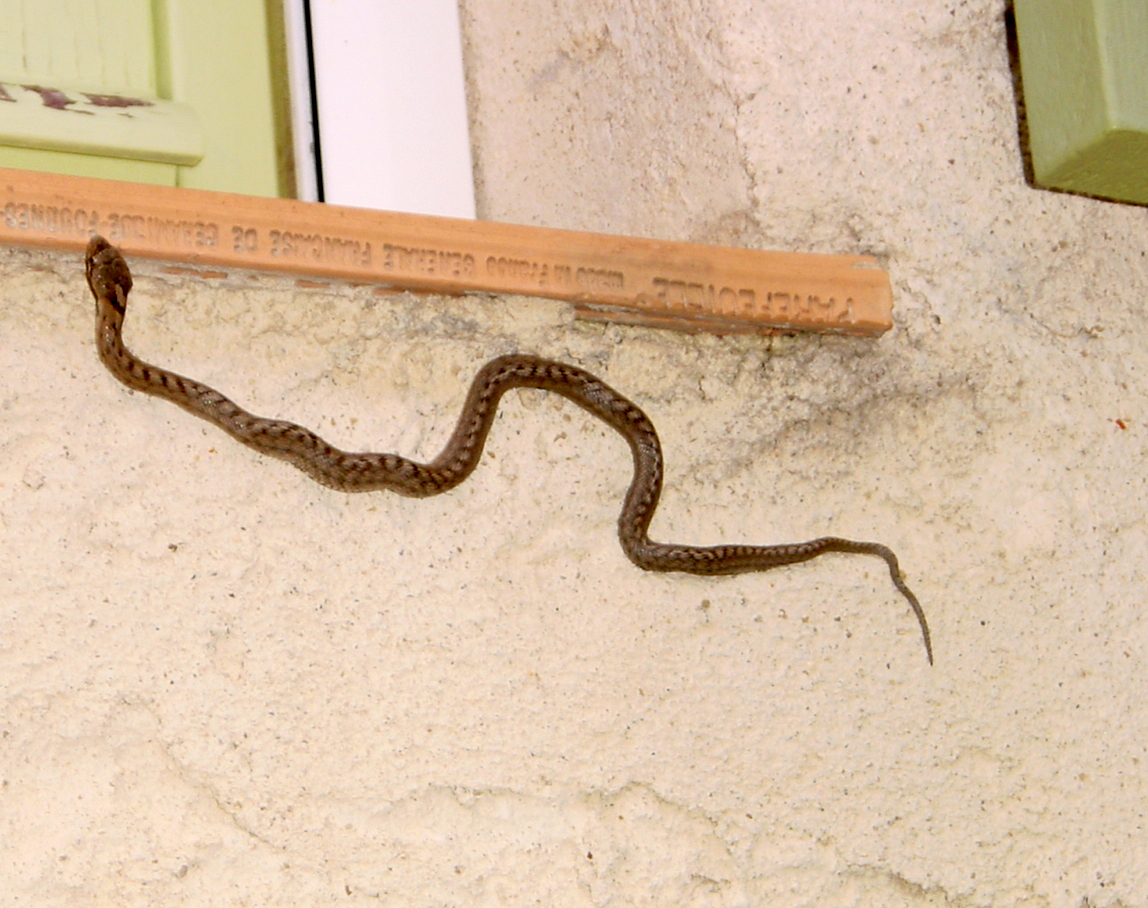
Lentement mais surement, la coronelle girondine est capable de grimper des murs en s'aidant de modestes prises.

Elle chasse le soir et la nuit par temps chaud. Elle est particulièrement active pendant les nuits tièdes et pluvieuses de printemps.
Ses proies principales sont les lézards, mais elle chasse parfois de petits mammifères ou d'autres petits serpents.
La reproduction a lieu au printemps, à la sortie de l'hibernation. La femelle pond de 1 à 16 œufs oblongs, de 20-45 x 13-16 mm, généralement collés ensemble.
En cas de danger, la coronelle girondine tente de fuir. Sinon, elle s'aplatit et élargit la tête pour ressembler à une vipère.
Elle occupe les mêmes milieux secs et chauds que la vipère aspic et peut de surcroît lui ressembler. Elle est cependant non venimeuse et totalement inoffensive. Elle reste calme et ne cherche même pas à mordre lorsqu'elle est manipulée.

## Statut
Au niveau européen, la coronelle girondine est protégée par la Convention de Berne relative à la conservation de la vie sauvage et du milieu naturel de l'Europe (annexe III). 
C'est une espèce totalement protégée en France depuis 1976.

## Sous-espèces
Selon The Reptile Database (20 septembre 2011) :
- Coronella girondica girondica (Daudin, 1803)
- Coronella girondica amaliae (Boettger, 1881)

La sous-espèce Coronella girondica amaliae n'est pas reconnue par de nombreux auteurs.

## Taxonomie
Le nom valide complet (avec auteur) de ce taxon est Coronella girondica (Daudin, 1803).
Ce taxon porte en français les noms vernaculaires ou normalisés suivants : Coronelle girondine (La), Coronelle bordelaise.

### Synonymie
Coronella girondica a pour synonymes, :
- Coluber girondicus Daudin, 1803
- Coluber riccioli Metaxa, 1823
- Coronella riccioli (Metaxa, 1823)
- Zamenis riccioli (Metaxa, 1823)
- Coluber rubens Gachet, 1829

## Étymologie
Le nom de cette espèce, girondica, vient du latin girondica, « girondine, de la Gironde ».

## Publications originales
- Daudin, 1803 : Histoire Naturelle, Générale et Particulière des Reptiles; ouvrage faisant suit à l'Histoire naturelle générale et particulière, composée par Leclerc de Buffon; et rédigee par C.S. Sonnini, membre de plusieurs sociétés savantes, vol. 6, F. Dufart, Paris, p. 1-439.
- Boettger, 1881 : Diagnoses Reptilium novorum Maroccanorum. Zoologischer Anzeiger, vol. 4, p. 570-572 (texte intégral).